# Phoxinellus
A Phoxinellus a sugarasúszójú halak (Actinopterygii) osztályának a pontyalakúak (Cypriniformes) rendjébe, ezen belül a pontyfélék (Cyprinidae) családjába tartozó nem.

## Rendszerezés
A nembe az alábbi 3 faj tartozik:
- Phoxinellus alepidotus Heckel, 1843 - típusfaj
- Phoxinellus dalmaticus Zupancic & Bogutskaya, 2000
- Phoxinellus pseudalepidotus Bogutskaya & Zupancic, 2003